# Kárgopol
Kárgopol (en ruso: Каргополь) es una ciudad de Rusia perteneciente al óblast de Arcángel y centro administrativo del raión de Kargopolski. Está situada a orillas del río Onega, a varios kilómetros al norte del lago Lacha y a 350 kilómetros al sur de Arcángel. Su población en el año 2006 era de 11.007 habitantes.

## Historia
No está claro cuándo Kárgopol fue fundada, pero los primeros datos de su existencia datan del año 1146. Era una localidad comercial de la república de Nóvgorod y uno de los establecimientos permanentes más nórdicos de los eslavos.
Aunque la documentación sobre su historia antigua es escasa, se cree que Kárgopol era el centro comercial más significativo de Bjarmaland durante los siglos XIII y XIV. En 1447 fue el lugar  donde Dmitri Shemiaka encontró el refugio de la ira de Basilio II de Rusia.

## Evolución Demográfica
| 3,000                      | 8,700 | 10,700 | 12,495 | 11,007 |
| (Fuente: [cita requerida]) |       |        |        |        |